# Agia Triada (aldeia)
Agia Triada (em grego: Αγίας Τριάδος; romaniz.: Agías Triádos; trad: "Santa Trindade") é uma vila localizada 12 km a leste-sudeste de Retimno e 5 km a sul da costa, na unidade regional de Retimno no sopé do Monte Ida. Está em uma região repleta de oliveiras, vinhas, hortas, desfiladeiros e colinas. Em seu interior está localizada a Igreja de Agia Triada, uma igreja bizantina repleta de afrescos e janelas artisticamente esculpidas.